# Elizabeth Catlett
Elizabeth Catlett Mora (Washington D. C., 15 de abril de 1915 - Cuernavaca, 2 de abril de 2012) fue una escultora y grabadora afroestadounidense nacionalizada mexicana. Se le conoce sobre todo por sus esculturas negras, expresionistas y láminas que produjo durante los años sesenta y setenta, que se consideran cargadas de significados políticos.
Catlett era la menor de tres hermanos. Sus dos progenitores eran maestros. Estudió dibujo, grabado y diseño en la Universidad de Howard. Después de graduarse trabajó durante dos años como maestra de escuela en Carolina del Norte, empleo que abandonó frustrada por los bajos salarios docentes de los negros. Vivió y trabajó en Harlem, Nueva York donde tuvo un breve matrimonio con Charles White.
Catlett vivió y trabajó en Nueva Orleans, Chicago y Nueva York, hasta que a finales de los años cuarenta se instaló en México. Llegó a México por primera vez en 1946 tras ganar la beca de la Fundación Rosenwald para producir una serie de grabados en el Taller de la Gráfica Popular en la Ciudad de México y en 1962 se naturalizó mexicana.
En 1947 se casó con el artista mexicano Francisco Mora, e hizo de México su hogar permanente, convirtiéndose más tarde en ciudadana mexicana. Tuvieron tres hijos, uno de ellos el director de cine Juan Mora. Desde su retiro en 1975, se mantuvo activa en la comunidad artística de Cuernavaca, México.

## Infancia
Elizabeth Catlett nació en 1915 y fue criada en Washington D. C. Su padre John Catllet y su madre Mary Carson Catlett eran hijos de esclavos liberados. Aprendió de su genealogía e historia, como los relatos de captura de negros en África y las formas de vivir en las plantaciones, gracias a los cuentos que le narraba su abuela desde niña. En su entorno familiar, su padre era profesor de matemáticas y su madre inspectora social. Sin embargo, su padre falleció antes de que ella naciera, por lo que su madre debió dedicarse a la crianza y a ejercer distintos trabajos para sostener el hogar, mientras estaba atenta al cuidado de John, Cera y Elizabeth, la menor de los tres hermanos.

## Formación
La artista ingresó en el año 1921 al Lucretia Mott Elementary School en Washington D. C., donde descubriría sus ganas de ser artista. En su paso por la secundaria, en Dunbar High School, recibió clases con Haley Douglas.
Su formación profesional comenzó entre los años 1931 y 1935 en Howard University, donde recibió el bachillerato de Ciencias en Arte y finalizó siendo graduada con honores. Entre las profesoras y profesores que le enseñaron se encuentran: Lois Mailou Jones, James Herring, James Wells y el futuro historiador del arte James A. Porter. Dentro de su formación universitaria participó en el grupo de sororidad feminista Deltha Sigma Theta y en el Club Liberal. En el año 1936 se muda a Durham (Carolina del Norte) a la ciudad natal de su madre, donde se dedica a enseñar en escuelas públicas y en la Hillside High School. Luego de ello se incorpora al programa de University of Iowa, finalizó sus estudios siendo maestra de las Bellas Artes en dicha Universidad en 1940. Entre el círculo de influencias que recibió se encuentra Grant Wood, profesor de pintura que la habría invitado a incursionar en los temas que más conocía (ser mujer y ser negra), también se relacionó con Henry Stintson, profesor de escultura, Horst Jansen, profesor de historia del arte, sin embargo, una de sus relaciones más importante fue con Margaret Walker, quien se encontraba estudiando una Maestría en Escritura Creativa, lo que la llevaría a ser una reconocida escritora y poeta afrodescendiente, junto a ella vivió y cultivó una relación de amistad por años.
Luego de Iowa, la artista se mudó a New Orleans para trabajar en Dillard University, pasando sus veranos en Chicago. En ese período, estudia cerámica en el Art Institute of Chicago y litografía en el South Side Communitary Art Center. Será en este período cuando conoce al artista Charles White, con quien se casa en 1941 y será con quien viajó a la Ciudad de México en 1946 a fin de trabajar en la TGP. Juntos deciden mudarse a Nueva York para que la artista impartiera clases de arte en George Washington Carver School en Harlem, mientras tomaba clases de litografía en Art Students League of New York. Su formación diversa e integral estaba además acompañada por clases privadas junto al escultor francés Ossip Zadkine. También durante este período compartió casa con Margaret Burroughs, poeta y educadora afrodescendiente, ambas tenían la misma edad y con entusiasmo se incorporan en un círculo de intelectuales y activistas de la negritud. Entre quienes conoció en Nueva York se encontraba Gwendolyn Bennett, W. E. B. Dubois, Ralph Ellison, Langston Hughes, Jacob Lawrence, Aaron Douglas y Paul Robeson.
En 1946 gana la beca de la Fundación Rosenwald para producir una serie de grabados, pinturas y esculturas respecto de la mujer negra. Con aquella beca decide estudiar litografía junto al colectivo mexicano, Taller de Gráfica Popular (TGP), si bien viaja con Charles White, "luego de haber llegado, ella se sintió enamorada de un miembro de la TGP Francisco Mora y ellos dos se casaron" para el año 1947. En este período la artista enfatiza su trabajo gráfico promoviendo causas políticas de izquierda, causas sociales y educativas. De hecho fue integrante del Partido Comunista, junto Francisco Mora. En la escena mexicana tiene la oportunidad de conocer a David Alfaro Siqueiros, Diego Rivera y Frida Kahlo, además de toda la comunidad de artistas que ya llevaban nueve años de formación. Inclusive, en 1945, el colectivo ya había establecido su Declaración de Principios, por lo que la misma Catlett debía adscribir a producir según los "intereses progresistas y democráticos del pueblo mexicano, principalmente en su lucha contra la reacción fascista". Siguiendo estos mismos principios, en 1960, modificaron su consideración hacia generar una producción que "ayude al pueblo mexicano a defender y enriquecer la cultura nacional, su independencia, su libertad y la paz".
Durante su estancia en México estudio en la Escuela Nacional de Pintura, Escultura y Grabado "La Esmeralda" y en la Universidad Nacional Autónoma de México, tomó clases de escultura en madera con José L. Ruíz y escultura en cerámica con Francisco Zúñiga. En 1958 comenzó a impartir clases en la UNAM siendo la primera mujer en dictar la clase de Escultura, luego de ello, tan sólo un año después, fue designada como Jefa del Departamento de Escultura, lo que le significó diversas críticas tanto por ser mujer como por ser una extranjera en escuela nacional. Sin embargo, obtuvo el puesto mediante un concurso público y esta crítica sería revertida en 1962, cuando la artista luego de algunos conflictos políticos con la Embajada de Estados Unidos decidió renunciar a su nacionalidad natal y nacionalizarse como mexicana. Su vínculo como docente continuó hasta su retiro en 1975, fecha en que decidió radicarse en Cuernavaca y continuar su producción artística hasta una avanzada edad.

## Producción artística
El trabajo de Elizabeth Catlett se destaca por un amplio número de técnicas y materiales, de hecho, fácilmente transita una misma obra a distintas materialidades para explorar formas, colores y significados. Si bien las y los historiadores del arte han intentado distinguir su producción estadounidense de la mexicana, pues desde 1946 comenzó su relación con el Taller de Gráfica Popular y su residencia en el país latinoamericano, sin embargo concluyen que son creaciones inextrincablemente entrelazadas.
Al interior del Taller de Gráfica Popular (TGP) conoció a diversas personalidades mexicanas del campo de la creación, siendo también miembros del grupo Leopoldo Méndez, Ignacio Aguirre, Jean Charlot, Raúl Anguiano, José Chávez Morado, Pablo O'Higgins, Alfredo Zalce, Mariana Yampolsky, Andrea Gómez, Fanny Rabel, Celia Calderón, Sarah Jiménez, entre muchas personas más. Este colectivo de artistas y grabadores nació en 1937 manteniéndose activo hasta la actualidad, la participación de cada uno de ellos y cada una de ellas es relativa, pues hay quienes participaron activamente, otros/as de manera foránea, incluso, hay quienes renunciaron y volvieron a incorporarse. De hecho hasta el propio Charles White, primer esposo de la artista, es reconocido como un miembro de la TGP. En relación con la propia artista, Elizabeth Catlett, se incorpora en 1946 con motivo de la beca que obtuvo con la Fundación Julius Rosenwald y fue una importante integrante hasta 1966, año en que decide retirarse. Inclusive, es de destacar el protagonismo que adquirió en el año 1963, pues fue el período donde junto a Celia Calderón y Mercedes Quevedo, ocupó los cargos directivos del Taller y sería esta la época en que "realizaron mucho carteles y grabados para el movimiento feminista". Su producción al interior de la TGP sobresale por incorporar temáticas de raza y género en las problemáticas políticas mexicanas de la segunda mitad del siglo XX, así sus representaciones se refieren al cierre de escuelas, a la falta de alimentos y de leche, a las formas de educación en espacios rurales, a ciertos conflictos agrarios, entre otros temas.
Su producción, en términos generales, toca algunos de los siguientes temas:
Mujeres y género: La crianza de las mujeres, la relación entre madre e hijos o la tortura de las madres negras que experimentan el asesinatos de sus hijos.
Población afroamericana: Las protestas sociales, las mujeres hablando en contextos políticos, el rol del protestante y los prisioneros políticos, son creaciones que demuestran su adhesión y participación en campañas como: Black is beautiful (Negro es bello), Civil Rights Movement (Movimiento por los derechos civiles), Black Arts Movement (Movimiento de artistas negros), entre otras.
- Target practice (Objeto práctico), escultura de 1970. Esta pieza fue realizada en respuesta al asesinato de los activistas, conocidos como Panteras Negras, Fred Hampton y Mark Clark por oficiales de la policía de Chicago en 1969. Por medio del punto de mira de un rifle, es decir, el visor de un armamento de guerra, la obra incorpora a los propios espectadores y espectadoras como cómplices del ataque y la injusticia.[16]
- Black unity (Unidad negra), escultura de 1968.
- Homage to women black poets (Homenaje a las mujeres poetas negras), escultura de 1984.
- Homage to my young black sisters (Homenaje a mis jóvenes hermanas negras), escultura de 1984.

Además de otras obras ligadas al trabajo y la conciencia obrera:
- War worker (Trabajador de la guerra), litografía de 1944.
- Black worker (Negro trabajador), óleo sobre masonite de 1945.
- Red cross woman (Mujer de la Cruz Roja), témpera sobre papel de 1944.

Personajes históricos: Su activismo y su convicción la llevan a destacar la existencia de ciertos personajes públicos; por su rol, por sus ideas, por su influencia tanto en la sociedad como en ella misma. Algunos retratos que realizan destacan las figuras de Phillis Wheatley, Martin Luther King, Jr., Sojourner Truth, Louis Daniel Armstrong, Malcolm X, Harriet Tubman, entre otros y otras.
Sociedades y cultura: Para la artista una reflexión importante que la acompaña a lo largo de su vida se liga a la condición humana y a las relaciones humanas, en este sentido, tiene obras que son reflejo de su propia perspectiva de vida como: Reconocimiento, Hermana, Embarazo, Abrazo o en gestos cotidianos como Mujer arreglando su cabello. Asimismo en análisis de las diferentes culturas, la llevan a destacar aspectos simbólicos y emotivos de cada sociedad en donde se desenvuelve, diferenciado principalmente la población afrodescendiente y latinoamericana, sus creaciones como Máscara mágica, El canto, Rebozo o Cabeza cantando buscan plasmar sus particularidades y, en cambio, sus obras Cabeza india o Afroamericanos rastrear las diferencias físicas de las construcciones sociales entendidas como razas.

## Activismo
La autora de manera temprana vinculó el arte a las problemáticas sociales, señalando en reiteradas ocasiones que el arte debe venir del pueblo y ser para el pueblo. Asimismo demostraba constancia al decir que ella iría donde la llamaran para mostrar su arte, señalando la necesidad de un arte democrático y siempre disponible. En términos generales su trabajo reconoce, identifica y exhibe "las necesidades y preocupaciones de la gente negra o del tercer mundo", por ser parte de las comunidades más discriminadas y afectadas por contextos de injusticia y desigualdad social. Entre estos propósitos la artista hace un llamado político a la participación y conciencia:
La gente negra y del Tercer Mundo necesitan ser activamente conscientes de su patrimonio en común y de sus intereses y también de la amenaza en común de sus propios enemigos.

Respecto al particular campo del arte y su desempeño como mujer artista, evidencia las barreras estructurales que dificultan la trayectoria y el reconocimiento profesional de manera igualitaria entre hombres y mujeres. A pesar de todas estas discriminaciones llegó a ser reconocida como "La artista afroamericana más importante de su generación" por la reconocida historiadora del arte Melanie Herzog. Sin embargo, reconoce cómo las estructuras institucionales, sociales e históricas han beneficiado la figura del artista como siempre una profesión masculina, blanca y heterosexual. En la misma línea la historiadora del arte británica, Griselda Pollock, señala que: “En primer lugar, la práctica (artística) debe ser localizada como parte de las luchas sociales entre clases, razas y géneros, articulándola con otros lugares de representación. Pero en segundo lugar, debemos analizar cómo opera cualquier práctica específica, qué significa produce, de qué manera lo produce y para quién”. Este nivel de conciencia y activismo alcanzó Elizabeth Catlett, siendo además promotora de nuevos paradigmas y relaciones para modificar las exclusiones.
Ningún otro campo está cerrado para aquellos que no son blancos y hombres, como lo son las artes visuales. Después de que decidí ser artista, lo primero que tenía que creer era que yo, una mujer negra, podía penetrar en la escena artística, y que, además, podía hacerlo sin sacrificar un ápice de mi negrura o mi feminidad o mi humanidad. 

## Últimos años
Elizabeth Catlett después de su retiro en 1975, continuó realizando exposiciones, conferencias, nuevas obras y diversos viajes, muchos de ellos junto a Francisco Mora, su segundo marido, manteniendo una participación activa en el campo de las artes hasta el día de su muerte. Desde su estancia en Cuernavaca, siguió impulsando un arte con conciencia social y promotor de cambios para deshacerse de la discriminación.
Junto a Francisco Mora, tuvo tres hijos, que realizaron también carreras profesionales ligadas al arte; Francisco Mora Catlett en la música jazz, Juan Mora Catlett en cine y David en las artes visuales, colaborando con su madre cuando esta ya no podía ejercer ciertas actividades físicas. Además tuvo diez nietos, entre ellos la modelo mexicana Naima Mora y seis bisnietos.
La artista falleció mientras dormía el día 2 de abril de 2012, en la ciudad de Cuernavaca, días antes de cumplir 98 años. Su hijo Francisco Mora Catlett señalaba que su madre: "Amó mucho al pueblo mexicano. Su casa en Cuernavaca es testimonio de su trabajo, de su humanismo, de su amor universal, diría, porque no es tanto el pueblo negro de Estados Unidos o el pueblo mexicano: es el ser humano básicamente".

## Colecciones
Su obra se encuentra presente en distintas galerías, instituciones culturales y museos:
- Museo de Arte Moderno[22]
- Museo Metropolitano de Arte
- Biblioteca del Congreso de Estados Unidos[22]
- Instituto de Arte de Minneapolis[23]
- Museo Nacional de Praga
- Museo de Arte de Toledo
- Clark Atlanta University Art Galleries
- Palacio de Bellas Artes en México
- Instituto Politécnico Nacional[24]
- Universidad Carnegie Mellon
- University of Iowa
- Galería June Kelly
- Schomburg Center for Research in Black Culture en Nueva York
- Instituto de Artes de Detroit[25]